# Florian Klein
Florian Klein (Linz, 1986. november 17. –)  osztrák válogatott labdarúgó.

## Klubcsapatokban
Klein pályafutását 1994 szeptemberében kezdte a LASK Linz utánpótlásában, 2004 júliusában került fel az első csapatba. A 2003–04-es szezont kölcsönben az FC Blau-Weiß Linznél töltötte. 14 LASK Linznél töltött éve alatt 163 bajnokin játszott, 13 gólt szerzett, 2009. április 30-án 2+1 éves szerződést írt alá az Austria Wiennel. 2012-ben az FC Red Bull Salzburghoz igazolt.
2014. július 1-jén járt le salzburgi szerződése, de már előtte tudni lehetett, hogy a Bosman-szabály értelmében a VfB Stuttgarthoz fog igazolni. A német csapattal május 6-án 2017 júniusáig szóló szerződést kötött. A német élvonalban szereplő csapatban 2014. augusztus 16-án mutatkozott be, a VfL Bochum elleni kupameccsen az első perctől kezdve pályán volt. Csapata 2–0-ra kikapott, így rögtön az első körben kiestek. A bajnokságban nyolc nappal később, a Borussia Mönchengladbach ellen mutatkozott be. Első gólját október 18-án a Bayer 04 Leverkusen elleni hazai meccsen szerezte. A 3–3-as mérkőzést végigjátszotta.

## Válogatottban
Klein játszott az osztrák U19-es és U21-es válogatottban is. 2010. május 19-én Horvátország ellen debütált az osztrák labdarúgó-válogatottban. A 2016-os labdarúgó-Európa-bajnokságon tagja volt a válogatottnak.

## Statisztikák

### Klubcsapatokban
| Klub                       | Klub                       | Klub                       | Bajnokság | Bajnokság | Kupa         | Kupa         | Kontinentális | Kontinentális | Összesen | Összesen | Forrás |
| Klub                       | Bajnokság                  | Szezon                     | Meccs     | Gól       | Meccs        | Gól          | Meccs         | Gól           | Meccs    | Gól      | Forrás |
| Ausztria                   | Ausztria                   | Ausztria                   | Bajnokság | Bajnokság | Osztrák kupa | Osztrák kupa | Európa        | Európa        | Összesen | Összesen | Forrás |
| -------------------------- | -------------------------- | -------------------------- | --------- | --------- | ------------ | ------------ | ------------- | ------------- | -------- | -------- | ------ |
| LASK Linz                  | Erste Liga                 | 2004–05                    | 0         | 0         | 1            | 0            | —             | —             | 1        | 0        | [ 5 ]  |
| LASK Linz                  | Erste Liga                 | 2005–06                    | 0         | 0         | 1            | 0            | —             | —             | 1        | 0        | [ 5 ]  |
| LASK Linz                  | Erste Liga                 | 2006–07                    | 0         | 0         | 1            | 0            | —             | —             | 1        | 0        | [ 5 ]  |
| LASK Linz                  | Bundesliga                 | 2007–08                    | 34        | 1         | —            | —            | —             | —             | 34       | 1        | [ 5 ]  |
| LASK Linz                  | Bundesliga                 | 2008–09                    | 33        | 5         | 2            | 0            | —             | —             | 35       | 5        | [ 5 ]  |
| LASK Linz összesen         | LASK Linz összesen         | LASK Linz összesen         | 67        | 6         | 5            | 0            | —             | —             | 72       | 6        | —      |
| Austria Wien               | Bundesliga                 | 2009–10                    | 35        | 4         | 3            | 0            | 10            | 0             | 48       | 4        | [ 5 ]  |
| Austria Wien               | Bundesliga                 | 2010–11                    | 36        | 2         | 4            | 0            | 6             | 1             | 46       | 3        | [ 5 ]  |
| Austria Wien               | Bundesliga                 | 2011–12                    | 34        | 0         | 2            | 0            | 12            | 0             | 48       | 0        | [ 5 ]  |
| Austria Wien összesen      | Austria Wien összesen      | Austria Wien összesen      | 105       | 6         | 9            | 0            | 28            | 1             | 142      | 7        | —      |
| Red Bull Salzburg          | Bundesliga                 | 2012–13                    | 20        | 0         | 3            | 0            | 2             | 0             | 25       | 0        | [ 5 ]  |
| Red Bull Salzburg          | Bundesliga                 | 2013–14                    | 23        | 1         | 5            | 2            | 8             | 0             | 36       | 1        | [ 5 ]  |
| Red Bull Salzburg összesen | Red Bull Salzburg összesen | Red Bull Salzburg összesen | 43        | 1         | 8            | 2            | 10            | 0             | —        |          |        |
| Németország                | Németország                | Németország                | Bajnokság | Bajnokság | DFB-Pokal    | DFB-Pokal    | Európa        | Európa        | Összesen | Összesen | Forrás |
| VfB Stuttgart              | Bundesliga                 | 2014–15                    | 7         | 0         | 1            | 0            | —             | —             | 8        | 0        | [ 6 ]  |
| Összesen                   | Összesen                   | Összesen                   | 222       | 13        | 23           | 2            | 38            | 1             | 283      | 16       | —      |
| 2014. október 10. szerint  |                            |                            |           |           |              |              |               |               |          |          |        |

## Sikerei, díjai
- Red Bull Salzburg
  - Osztrák bajnok: 2013–14
  - Osztrák kupa: 2013–14

- VfB Stuttgart
  - Bundesliga 2: 2016–17